# Ахурири
Ахурири (англ. Ahuriri River) — река на Южном острове Новой Зеландии, течёт по территории юго-западной части региона Кентербери. Относится к бассейну реки Уаитаки.
Средний расход воды — 22,4 м³/с.
Исток реки находится на высоте 1700 м над уровнем моря у горы Хаксли — высшей точки хребта Хаксли, отрога юго-западной оконечности Южных Альп. Генеральным направлением течения в верхней половине является юг, в нижней — юго-восток. Впадает в водохранилище Бенмор на высоте 362 м над уровнем моря.